# Correus (empresa)
Correus, legalment Sociedad Estatal Correos y Telégrafos, S.A., S.M.E és una empresa de capital 100% públic, el propietari del qual és l'Estat espanyol, a través de la Societat Estatal de Participacions Industrials (SEPI). És la major empresa pública existent a Espanya, després que els governs dels anys 80 i 90 privatitzessin la resta d'empreses públiques potents: Iberia, Endesa, Telefónica, Argentaria, etc.
Territorialment, Correus s'estructura en 7 adreces de zona. El Grup es completa amb les empreses filials Correos Express Paqueteria Urgent, S.A., S.M.E (antic Chronoexprés), Nexea Gestió Documental, S.A., S.M.E (antic Correo Híbrido) i Correos Telecom, S.A., S.M.E, M.P.
Correus és l'operador responsable de prestar el Servei Postal Universal a Espanya. El compliment d'aquesta obligació legal es complementa amb la seva configuració com a operador postal de referència.
Des del gener de 2011 la denominació va passar a ser Grupo Correos com a resultat de la unió de Correus i les seves filials: Correos Express, Correos Telecom i Nexea (abans Correo Híbrido).
Al 2023 la companyia declarava unes pèrdues abans d'impostos de 279 milions d'euros i un endeutament creixent (597M€, 2022) destinat a afrontar costos operatius i financers.

## Privatització

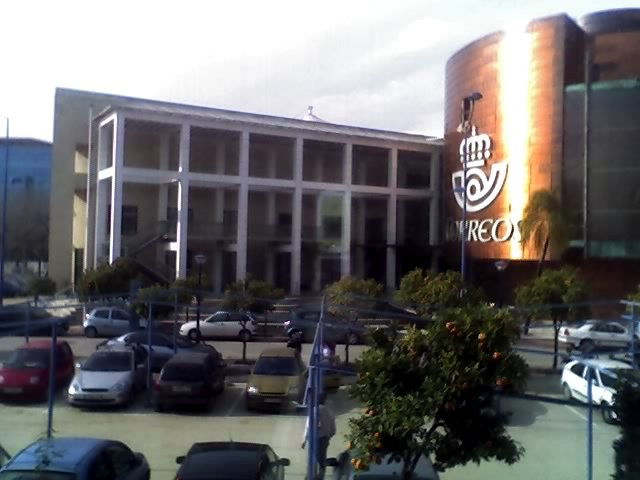
Centre de Formació de Correus (Sevilla, Espanya).

El 1991, l'Estat va separar la Caixa Postal de les activitats exclusivament postals de Correus i Telègrafs, per incloure-la en una corporació composta per diverses entitats bancàries públiques que es va denominar Argentaria i es va privatitzar en dues fases (1993 i 1998), encara que un acord de 1992 va permetre seguir prestant el servei de Caixa Postal a les oficines de Correus.
El 1999, després de la fusió d'Argentaria i el BBV, l'Estat va treure a concurs públic l'explotació dels serveis financers de la xarxa postal, amb l'objectiu de trobar per a aquesta activitat un soci bancari a la Societat Estatal Correus i Telègrafs. Concurs que va guanyar el banc alemany Deutsche Bank, passant Correus a ser agent del banc mitjançant la marca BanCorreos fins que el gener de 2016 van trencar la seva aliança.

## Redisseny de la marca
El juny de 2019 Correos va fer un rebranding de tota la marca, ja que portava amb el mateix disseny des de l'any 2000. Els últims redissenys del logotip, així com aquest últim van estar ideats per Jose María Cruz Novillo (qui va dissenyar altres logos emblemàtics espanyols com el de la comunitat de Madrid, el periòdic "El Mundo", el del partit PSOE, etc.).
Des del 2016 correus va tractar de fer un redisseny del funcionament de l'empresa, ja que aquesta mateixa assegurava que necessitava una actualització als temps moderns, ja que cada cop el repartiment de productes es dona més amb paquets que en cartes (finalitat del repartiment de l'empresa als seus inicis), per tant, el redisseny es va dur a terme amb la finalitat de modernitzar i oxigenar l'empresa.
El pressupost del qual es va disposar va ser de 250.000 € més IVA, el qual va acabar reduint-se a 139.000 € més IVA. Aquest pressupost va incloure la modificació de:
Amb aquest pressupost es va redissenyar el logotip, simplificant la corona, eliminant els punts que hi havia sota ella i la creu superior va passar a ser un signe de +. Una decisió importat va ser la d'eliminar definitivament el nom de "CORREOS" al logotip, d'aquesta manera es tracta que el logotip funcioni com l'única imatge identificativa de Correos. El logotip va ser desconstruït i es va crear una trama iconogràfica a partir de les diferents formes i figures geomètriques (Amb la que es podrien dissenyar i decorar targetes, carnets, pantalles de conferència, pàgines web, etc.). Aquest redisseny també es va aplicar als sobres i paquets, així com als dispositius de transport com motocicletes o furgonetes.
A més, el redisseny va constar d'una tipologia pròpia, la qual es va anomenar "cartero" i és d'ús exclusiu de l'empresa Correos.